# Linters
Linters är mycket korta fibrer. De är ca 5 mm korta och icke spinnbara bomullsfibrer som erhålls då fibrerna skiljs från fröna. De är användbara vid framställning av kupro-, acetat- och triacetatfibrer. Det kan användas för papperstillverkning, exempelvis för sedlar.